# Vicki Butler-Henderson
Victoria Jemma Butler-Henderson, detta Vicki (Hertfordshire, 16 febbraio 1972), è una conduttrice televisiva e giornalista britannica.

## Biografia
Ha iniziato a correre sui kart all'età di 12 anni, superando David Coulthard nella sua prima gara. Dopo aver lavorato come istruttrice al circuito di Silverstone, ha intrapreso la carriera giornalistica, dove ha lavorato con numerose riviste automobilistiche britanniche tra cui Auto Express, What Car? e Performance Car. È stata assistente redattore della rivista Max Power.
Nel 1997 presenta sul canale della BBC il programma Top Gear. Dopo che la BBC ha cancellato il programma nel 2001, insieme ai co-presentatori Quentin Willson e Tiff Needell, si è trasferita su Channel 5 nel 2002 per condurre il programma Fifth Gear. Nel 2004 su ITV ha svolto il ruolo di inviata e intervistatrice nel British Touring Car Championship e nel febbraio 2006 ha presentato il programma Wrecks To Riches andato in onda su Real Time.
Dopo aver lavorato in alcuni programmi radiofonici su Virgin Radio, nel 2005 ha presentato un programma televisivo su ITV chiamato Date My Daughter.
Ha doppiato varie pubblicità radiofoniche e televisive, dando la voce anche per il videogioco Gran Turismo 4 Prologue.
Nel 2016 smette di condurre il programma Fifth Gear a seguito della cancellazione del programma. Nel 2018 torna a presentare Fifth Gear (che nel frattempo viene trasmesso sul canale Quest) insieme ai conduttori originali.